# Валлермоза
Валлермоза (итал. Vallermosa) — коммуна в Италии, располагается в регионе Сардиния, подчиняется административному центру Кальяри.
Население составляет 2010 человек, плотность населения составляет 32,52 чел./км². Занимает площадь 61,81 км². Почтовый индекс — 9010. Телефонный код — 0781.
Покровителем коммуны почитается святой Люцифер, празднование 20 мая.